# 諾韋 (佩爾沃邁西基區)
49°26′38″N 36°8′14″E / 49.44389°N 36.13722°E
諾韋（烏克蘭語：Нове）是位於烏克蘭東部的村莊，由哈爾科夫州洛佐瓦區的比利亞伊夫卡市鎮負責管轄。該村始建於1924年，面積0.29平方公里，海拔高度203米，2001年人口191，人口密度每平方公里663.2人。